# Shi Xiaoxuan
Shi Xiaoxuan (Chinees: 石 晓璇) (29 augustus 1996) is een Chinees langebaanschaatsster. 
In 2012 nam ze deel aan de Olympische Jeugdwinterspelen in Innsbruck waar ze een zilveren medaille op de 500 meter haalde.

## Records

### Persoonlijke records[1]
| Afstand    | Tijd    | Datum            | Baan           |
| ---------- | ------- | ---------------- | -------------- |
| 500 meter  | 38,50   | 9 december 2017  | Salt Lake City |
| 1000 meter | 1.18,05 | 14 oktober 2016  | Ürümqi         |
| 1500 meter | 2.04,20 | 22 januari 2016  | Ürümqi         |
| 3000 meter | 4.38,25 | 18 december 2014 | Changchun      |
| 5000 meter | 8.00,62 | 19 december 2014 | Changchun      |